# Свято-Николаевская церковь (Беловеж)
Свято-Николаевская церковь (пол. Cerkiew św. Mikołaja w Białowieży) — православный храм в селе Беловеж Хайнувского повятя Подляского воеводства (Польша).

## История
Храм возведён по приказу императора Александра III. Строился по проекту гродненского губернского архитектора Николая Романова на средства представителей царской семьи Романовых, смету составлял 54 тысячи рублей. Построен в 1894—1897 годах из красного кирпича, а иконостас украшен китайским фарфором, привезённым из Санкт-Петербурга.
При освящении Беловежский храм назван в честь святителя Николая Чудотворца, епископа Мир Ликийских.

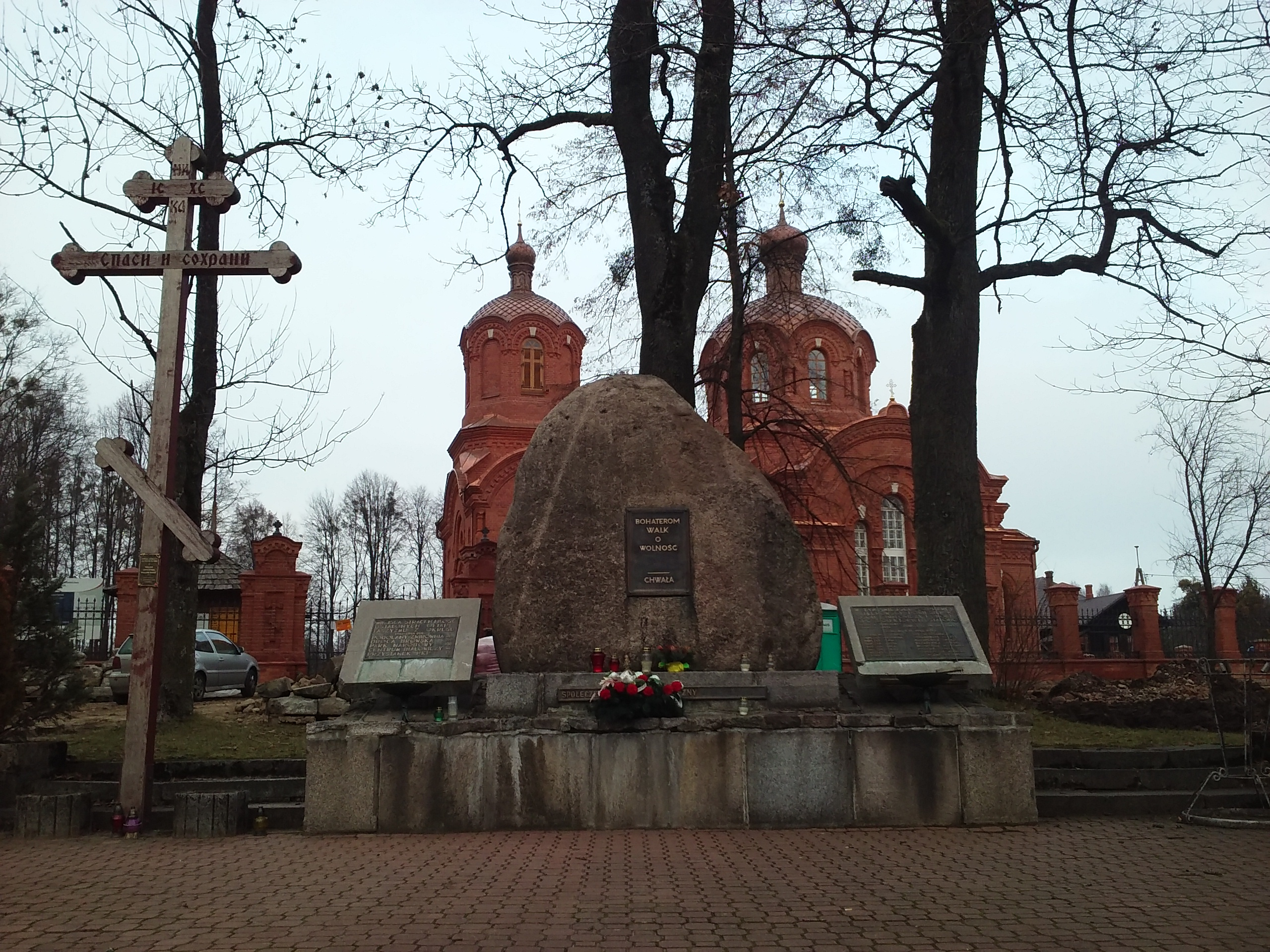

1 сентября 1939 года немецкие самолеты сбрасывали бомбы на Беловеж и одна попала непосредственно в церковь, вторая легла около её северной стены, от взрывов постройка была сильно повреждена. Взрывная волна выбила окна и двери, осколками повредило иконостас. С купола и притвора упали кресты. Священник Свято-Николаевской церкви Клавдий Пушкарский, который начал служить в данном храме с 1 мая 1939 года, позаботился о восстановлении нарушенного. Делегаты, одетые в народные домотканые наряды, по его просьбе отправились в Берлин, а немецкие власти помогли в возрождении церкви. Была составлена смета на сумму 33 300 немецких марок. Реконструкция началась 1 июня 1943 года. Помимо денег, выделенных немецкими властями, были собраны пожертвования из Беловежа и других приходов. Деньги перечислялись со всей Гродненской епархии. Ремонтные работы длились четыре с половиной месяца. 17 октября 1943 года состоялось торжественное освящение восстановленного храма. В первые послевоенные годы стены и своды были украшены росписью.
Церковь никогда не закрывалась.